# 王炳忠案

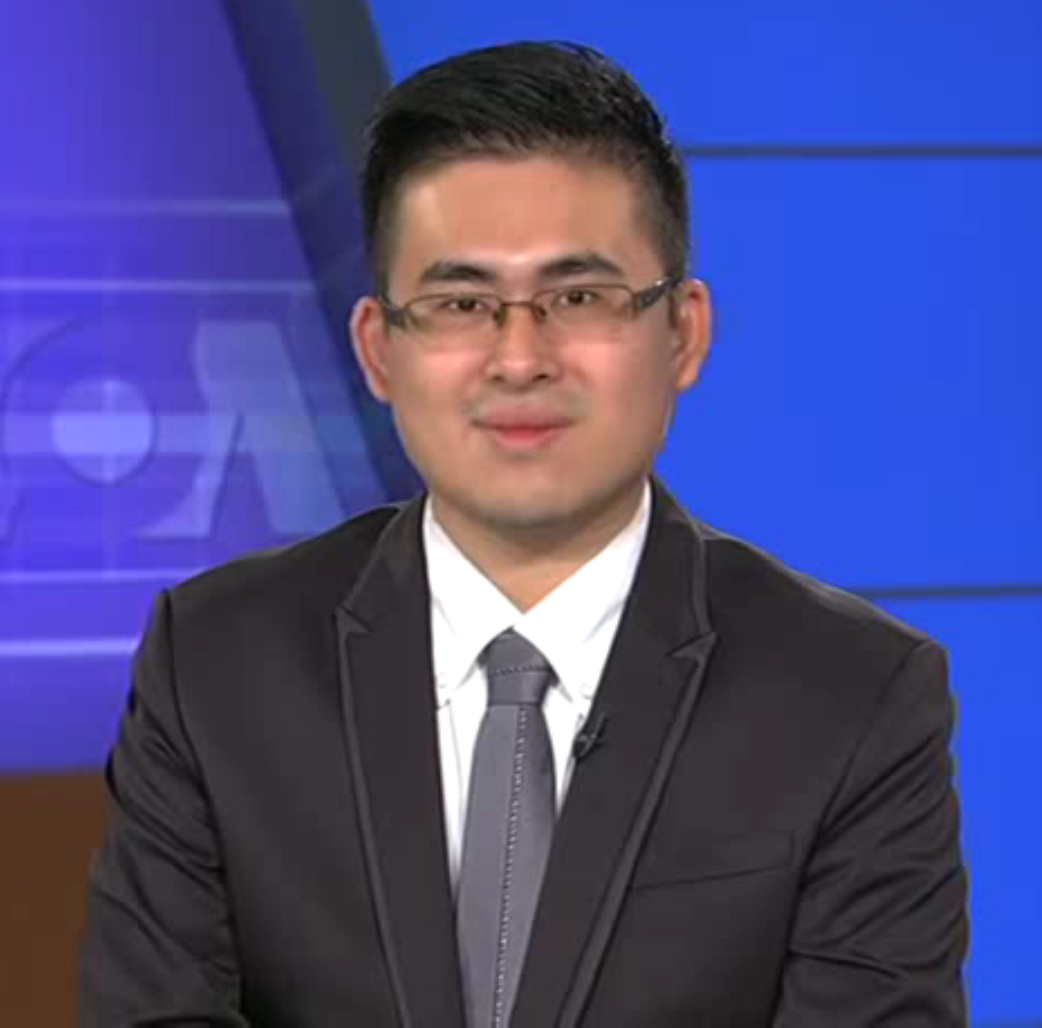
王炳忠

王炳忠案，是指2017年12月19日新黨青年委員會發言人王炳忠、新黨新思維中心主任侯漢廷、新黨宣傳部副主任林明正及新黨新聞秘書陳斯俊因疑似涉及「周泓旭案」與《國家安全法》的第2-1條、第5-1條，而被調查官依《刑事訴訟法》的第122條第2項，進行搜索「第三人」，並將其帶往法務部調查局國家安全維護工作站偵訊的案件。當日晚間，王炳忠案的四人，以及王炳忠父親王進步、私人助理曾姓女士赴臺灣臺北地方法院檢察署偵訊後，全被無保請回。2018年，王炳忠等人轉列被告。此案因引起社會關注，媒體稱之為「王炳忠案」。王炳忠案一、二審5人（含周泓旭）均獲判無罪後，最高法院駁回檢方上訴，5人無罪確定。

## 背景

### 周泓旭案
周泓旭案是台湾台北地方法院检察署侦办的首宗中国大陆学生共谍案。当事人周泓旭被控意图窃取情报。

### 新黨赴陸創新之旅
2017年12月9日至16日，王炳忠随同新黨主席郁慕明訪問中國大陸，16日晚間返台。在此之前的12月7日，郁慕明宣佈新黨將在上海成立台胞服務據點。

## 經過
由偵辦周泓旭案的臺灣臺北地方法院檢察署檢察官、法務部調查局國家安全維護工作站調查官負責偵辦王炳忠案的搜索與偵訊。
2017年12月19日，王炳忠原本計劃下午3點半邀請媒體茶敘幾日前的「創新之旅」的成果。清晨6時30分許，王炳忠在家中用Facebook直播門外的調查官正持「臺灣臺北地方法院檢察署搜索票」，要求配合搜索，但王炳忠未開門，雙方隔門對峙40分鐘左右。對峙期間內，王炳忠表示：「這是白色恐怖？還是怎樣呢？」、「侵犯人權？」、「奇怪，你們好兇耶」及要求律師到場，調查官則要求王炳忠停止直播。之後，王炳忠聯絡父親，得知父親家中也被調查官搜索，王炳忠接著聯絡律師陳麗玲尋求協助，另外也接到新黨主席郁慕明的來電。
7時12分時許，調查官找鎖匠將王炳忠的門鎖開啟，調查官進門後要求：「手機收起來」，並開始搜索王炳忠的住處，帶走統派青年組織圖、周泓旭私人物品、周泓旭照片、手機電腦（四天後仍未歸還）、新黨訪問中國大陸名冊、人民幣及簡體字帳冊等證物。
9時40分許，律師陳麗玲到王炳忠家門外時，被警察拒於門外。9時50時許左右，律師陳麗玲獲准進入王炳忠住處。
在接近11時許，調查局人員將王炳忠從其家中帶走，前往法務部調查局，期間遭鎖喉強行押進車內。
11時30分許，新黨召開記者會。
15時30分許，新黨律師們與白色正義社會聯盟聚集在國安站外抗議「綠色執政，戒嚴再現」。
19時許，林明正與陳斯俊被移送至臺北地檢署時，林明正一路高喊：「打倒美日漢奸政權！臺灣人民站起來！中國人民站起來！」
20時許，侯漢廷與王進步被移送至臺北地檢署時，侯漢廷表示：「感謝蔡英文總統給我當政治犯的機會，我必將名留青史，藍營的朋友、臺灣的朋友，大家小心了！」
22時50分許，王炳忠被移送臺北地檢署時，一旁有新黨支持者、新黨黨工及愛國同心會成員高喊：「綠色恐怖、政治迫害！」
2017年12月20日，凌晨0時許，王炳忠案相關人士全被無保請回，侯漢廷宣布參選臺北市議員。
2018年4月30日及5月7日，北檢首度以被告身分傳喚王炳忠等5人，訊後改列偵字案被告，諭令限制出境、出海及住居後請回；6月13日，全案偵結，王炳忠與其父王進步、林明正、侯漢廷均被依違反國安法起訴，會計曾琬淨則獲不起訴處分；7月26日，北院裁定相關人士持續限制出境、出海。
2018年12月14日，經監察院王玉美委員調查宣布，他字案普遍以非法定方式結案，侵害當事人基本人權，監察院司獄委員會12日通過糾正法務部。
2021年4月28日，台北地院判决王炳忠5人全部無罪，2022年5月13日，台灣高等法院二審宣判五人無罪，檢方不服上訴，最高法院認為上訴無理由而駁回，全案確定。

## 相關法條

### 國家安全法
第2-1條：人民不得為外國或大陸地區行政、軍事、黨務或其他公務機構或其設立、指定機構或委託之民間團體刺探、蒐集、交付或傳遞關於公務上應秘密之文書、圖畫、消息或物品，或發展組織。

第5-1條：意圖危害國家安全或社會安定，違反第二條之一規定者，處五年以下有期徒刑或拘役，得併科新台幣一百萬元以下罰金。前項之未遂犯罰之。犯前二項之罪，其他法律有較重處罰之規定者，從其規定。犯第一項、第二項之罪而自首者，得免除其刑；於偵查或審判中自白者，得減輕其刑。

### 刑事訴訟法
第122條第2項：對於第三人之身體、物件、電磁紀錄及住宅或其他處所，以有相當理由可信為被告或犯罪嫌疑人或應扣押之物或電磁紀錄存在時為限，得搜索之。

## 新黨記者會
2017年12月19日11點30分，新黨召開第一次記者會。新黨副主席李勝峰在會上表示，蔡英文政府認定王炳忠等四人替對岸蒐集、交互情資而進行搜索約談，他質疑這四人能夠蒐集到哪些資訊，如今在台灣推動「反獨促統」會觸犯法律嗎？李勝峰又表示，四人收到同一時間不同地點的傳票與約談，並且搜索人員隨身攜帶拘提單，依照法律程序「抗傳即拘」應抗傳才拘提，未到傳訊時間便隨身攜帶拘提單，表明搜查人員想直接抓人。新黨呼籲，2018年要用選票推翻民進黨蔡英文政府。
2017年12月20日11點，新黨召開第二次記者會。有媒體報導檢調人員在王炳忠的家中發現了大量百元人民幣，並有簡體字帳冊，影射王炳忠等人獲中國大陸黨、政、軍等組織的資助。對此，王炳忠回應稱，不存在任何接受大陸黨政軍的金錢事宜，人民幣是他在大陸出版個人著作《我是台灣人，更是中國人》的稿費、版稅與友人的創業投資。

## 反應

### 新黨
- 郁慕明與王炳忠怒批此案是：「1219綠色恐怖事件」。[51][52]郁慕明還表示：「小朋友能顛覆什麼？我看他只是想蒐資料而已」等語。[53]

### 中華民國總統府
- 2017年12月19日，中華民國總統府發言人林鶴明表示：「社會不應預設當事人有罪，也不應先設定司法機關的偵辦有任何法律以外的動機」。[54]

### 中華民國法務部
- 2017年12月20日，中華民國法務部部長邱太三表示：「王炳忠的作法已違反偵查不公開原則」。[55]
- 2017年12月21日，中華民國法務部調查局副局長林玲蘭表示：「調查官帶去的傳票與拘票，都是檢察官開的，調查官只是依法執行公務」。[56]

### 臺灣臺北地方法院檢察署
2017年12月19日，臺北地檢署聲明表示：

一、按刑事訴訟法第150條第1項規定「當事人及審判中之辯護人得於搜索或扣押時在場」，故偵查中之辯護人並無於偵查中搜索時得在場之規定。
二、「搜索應保守秘密」且「抗拒搜索者，得用強制力搜索之」，同法第124條、第132條訂有明文。執行搜索之調查官以強制力制止受搜索人進行直播等行為，於法有據。
三、對於第三人之身體、物件、電磁紀錄及住宅或其他處所，以有相當理由可信為被告或犯罪嫌疑人或應扣押之物或電磁紀錄存在時為限，得搜索之。法院今日係以王姓民眾等人為第三人之身分，認為符合上述規定據以核發搜索票。

### 臺灣臺北地方法院
2017年12月21日，臺灣臺北地方法院聲明表示：

一、搜索不僅只對被告或犯罪嫌疑人，第三人亦得為聲請搜索之對象。
二、本案相關證人之傳票、拘票，係由承辦檢察官所核發，並非由本院法官核發。
三、具體執行搜索之時間點，係由執行機關決定，並非本院法官所決定。